# اریک ایستوود (بازیکن فوتبال)
اریک ایستوود (انگلیسی: Eric Eastwood; ۲۴ مارس ۱۹۱۶ – اکتبر ۱۹۹۱ (age 75)) بازیکن فوتبال اهل بریتانیا بود.
از باشگاه‌هایی که در آن بازی کرده‌است می‌توان به باشگاه فوتبال منچستر سیتی، باشگاه فوتبال پورت ویل و باشگاه فوتبال منچستر یونایتد اشاره کرد.